# Organopoda rubrior
Organopoda rubrior là một loài bướm đêm trong họ Geometridae.